# Договір Адамса — Оніса
Договір Адамса — Оніса (англ. Adams–Onís Treaty) — міжнародний договір між США та Іспанією, підписаний в Вашингтоні 22 лютого 1819 року, про територіальне розмежування в Північній Америці. Договір зафіксував передачу Флориди від Іспанії Сполученим Штатам і визначив кордон між США і іспанською Мексикою. Підписантами договору були державний секретар США Джон Адамс і міністр закордонних справ Іспанії Луїс де Оніс.